# Пасічка Роман Володимирович
Рома́н Пасічка — український спортсмен, майстер спорту України з гирьового спорту.
Станом на 2015 рік — курсант 4 курсу Донецького юридичного інституту МВС України. Займатися гирьовим спортом почав з 1-го курсу. Норматив майстра спорту України виконав на 3 курсі.

## Спортивні досягнення
- 2012 — бронзовий призер чемпіонат світу у двоборстві, Мілан,
- 2012 — бронзовий призер чемпіонату України серед юніорів у двоборстві, Харків,
- 2012 — срібний призер чемпіонату МВС України у двоборстві, Київ,
- 2013 — бронзовий призер чемпіонату МВС України у двоборстві, Донецьк.